# Barzy-en-Thiérache
Barzy-en-Thiérache är en kommun i departementet Aisne i regionen Hauts-de-France i norra Frankrike. Kommunen ligger  i kantonen Nouvion-en-Thiérache som ligger i arrondissementet Vervins. År 2022 hade Barzy-en-Thiérache 317 invånare.

## Befolkningsutveckling
Antalet invånare i kommunen Barzy-en-Thiérache
Referens: INSEE